# M26 (ručna bomba)
M26 je fragmentacijska ručna bomba koja se proizvodila u SAD-u.

## Opis
Fragmentacijsku ručnu granatu M26 je razvila američka vojska. Zbog svojeg oblika u kojem izgleda poput limuna, M26 je imao nadimak "limun".
Fragmentacija bombe se uzrokuje zbog posebne fragmentacijske zavojnice koja se nalazi između vanjskog sloja i eksplozivnog punjenja. Zavojnica je dizajnirana tako da fragmentacija neće prijeći radijus od 15 metara uzrokujući kontroliranu eksploziju kako bi se smanjila mogućnost povrede bacača bombe (u odnosu na ručne granate prijašnjeg dizajna).
Bomba se aktivira vađenjem sigurnosnog osigurača. Vrijeme aktivacije fuzije koja uzrokuje eksploziju bombe je između četiri do pet sekundi. Kod modela M61 postoji dodatni sigurnosni osigurač koji također mora biti izvađen za aktivaciju bombe. Ta značajka je uvedena nakon izvještaja o slučajnim eksplozijama kada se američkim vojnicima slučajno povukao osigurač pri hodanju kroz grmlje, posebice u šumama južnog Vijetnama.

## Povijest
Tijekom 2. svjetskog rata evidentirani su jasni nedostaci ručne bombe Mk 2 koju je koristila američka vojska. Npr. bomba je stvarala nejednaku fragmentaciju prilikom eksplozije, geleri bombe su prolazili kroz namijenjeni domet dok je prilikom njenog bacanja ručna granata zbog fuzije izbacivala dim ili iskre tako da ju je neprijatelj mogao uočiti te se na vrijeme maknuti. Zbog toga je kao rezultat istraživanja Mk 2 bombe stvoren M26. Za razliku od njegovih prethodnika, kod M26 fragmentacijski domet nije prelazio radijus od 15 metara. Također, uklonjen je nedostatak da prilikom bacanja bombe fuzija stvara dim ili iskru.
Tako je M26 postao primarna fragmentacijska ručna bomba američkih snaga tijekom Vijetnamskog rata. Završetkom tog rata, M26 je zamijenjen s novijim modelom M67.

## Inačice
- M26A1: osnovna inačica.
- M26A2: modificirana inačica M26A1 koja koristi impaktnu fuziju te je deblja radi veće količine eksplozivnog punjenja.
- M61: riječ je o M26A1 s dodatnim sigurnosnim osiguračem koji se nalazi na poluzi bombe. Uveden je zbog slučajnih detonacija bombe u Vijetnamu prilikom operacija u šumi ali i zbog uklanjanja mogućnosti slučajnog povlačenja osigurača jer je bomba visila na vojničkoj uniformi.[2]

## Korisnici
- SAD: američka vojska.[3][4] M26 je završetkom Vijetnamskog rata zamijenjen s M67.
- Australija: Kraljevske australske oružane snage su uvele u uporabu M26 ali je ona uglavnom zamijenjena s F1 bombom.[3][5]
- Čile[3]
- Izrael: izraelske obrambene snage su usvojile M26 te je i danas još u uporabi. Izraelska inačica se zove M26A2 te nema veze s američkim modelom.[3][6]
- Južni Vijetnam[4]
- Japan[3]
- Južna Koreja[3]
- JAR: južnoafrička vojska je koristila američku M26 bombu ali ju je zbog nepoznatih razloga zamijenila s M26 portugalske proizvodnje.[7]
- Gvatemala[3]
- Kanada: Kraljevske kanadske oružane snage su koristile model M61 ali je on zamijenjen s C13, kanadskom inačicom ručne bombe M67.[3][8]
- Kolumbija[3]
- Nikaragva[3]
- Novi Zeland[3]
- Pakistan[3]
- Portugal: M26 je uveden u vojsku pod nazivom M312.[3][9]
- Republika Kina[3]
- Ujedinjeno Kraljevstvo: Kraljevske britanske oružane snage su koristile vlastitu inačicu M26 koju su nazvale L2. One su gotovo u potpunosti zamijenjene s ručnim granatama L109.[3][10]
- Vijetnam[3]